# Aspres-sur-Buëch
Aspres-sur-Buëch é uma comuna francesa na região administrativa da Provença-Alpes-Costa Azul, no departamento de Altos-Alpes. Estende-se por uma área de 42,65 km². Em 2010 a comuna tinha 824 habitantes (densidade: 19,3 hab./km²).